# Richwood (Town)
Die Town of Richwood ist eine von 16 Towns im Richland County im US-amerikanischen Bundesstaat Wisconsin. Im Jahr 2010 hatte die Town of Richwood 533 Einwohner.
Town hat in Wisconsin eine grundlegend andere Bedeutung, als im übrigen englischsprachigen Bereich. Vielmehr entspricht sie den in den anderen US-Bundesstaaten üblichen Townships, die nach dem County die nächstkleinere Verwaltungseinheit bilden.

## Geografie
Die Town of Richwood liegt im Südwesten Wisconsins, am Nordufer des Wisconsin River, einem linken Nebenfluss des Mississippi. Die Grenze zu Iowa befindet sich rund 45 km westlich. Nach Minnesota sind es rund 75 km in westnordwestlicher Richtung; nach Illinois sind es rund 100 km nach Süden.
Die geografischen Koordinaten des Zentrums der Town of Richwood sind 43°14′11″ nördlicher Breite und 90°36′34″ westlicher Länge. Sie erstreckt sich über eine Fläche von 109,9 km², die sich auf 108,0 km² Land- und 1,9 km² Wasserfläche verteilen. 
Die Town of Richwood liegt im äußersten Südwesten des Richland County und grenzt an folgende Nachbartowns:
| Town of Clayton (Crawford County)                                   | Town of Akan                                | Town of Dayton                 |
| Town of Scott (Crawford County)                                     | Kompassrose, die auf Nachbargemeinden zeigt | Town of Eagle                  |
| Town of Marietta, (Crawford County) Town of Boscobel (Grant County) | Town of Watterstown (Grant County)          | Town of Muscoda (Grant County) |

## Verkehr
Der Wisconsin State Highway 60 verläuft entlang des Wisconsin River. Der County Highway X verlässt über eine Brücke über den Wisconsin River die Town of Richwood in Richtung des südlich benachbarten Grant County. Daneben verlaufen noch die County Highways F, S und M durch das Gebiet der Town. Alle weiteren Straßen sind untergeordnete Landstraßen sowie teils unbefestigte Fahrwege.
Mit dem Richland Airport befindet sich rund 40 km östlich der Town ein kleiner Flugplatz. Die nächsten Verkehrsflughäfen sind der Dubuque Regional Airport in Iowa (rund 110 km südlich), der La Crosse Regional Airport (rund 110 km nordwestlich) und der Dane County Regional Airport in Wisconsins Hauptstadt Madison (rund 120 km ostsüdöstlich).

## Bevölkerung
Nach der Volkszählung im Jahr 2010 lebten in der Town of Richwood 533 Menschen in 233 Haushalten. Die Bevölkerungsdichte betrug 4,9 Einwohner pro Quadratkilometer. In den 233 Haushalten lebten statistisch je 2,29 Personen. 
Ethnisch betrachtet setzte sich die Bevölkerung zusammen aus 97,9 Prozent Weißen, 0,2 Prozent Afroamerikanern, 0,2 Prozent amerikanischen Ureinwohnern sowie 0,6 Prozent aus anderen ethnischen Gruppen; 1,1 Prozent stammten von zwei oder mehr Ethnien ab. Unabhängig von der ethnischen Zugehörigkeit waren 0,9 Prozent der Bevölkerung spanischer oder lateinamerikanischer Abstammung. 
19,7 Prozent der Bevölkerung waren unter 18 Jahre alt, 59,3 Prozent waren zwischen 18 und 64 und 21,0 Prozent waren 65 Jahre oder älter. 46,3 Prozent der Bevölkerung war weiblich.
Das mittlere jährliche Einkommen eines Haushalts lag bei 45.673 USD. Das Pro-Kopf-Einkommen betrug 24.979 USD. 14,0 Prozent der Einwohner lebten unterhalb der Armutsgrenze.

## Ortschaften in der Town of Richwood
Neben Streubesiedlung existieren in der Town of Richwood noch folgende gemeindefreie Siedlungen:
| - Byrds Creek - Excelsior - Port Andrew - Sand Prairie | - Tavera - Westport - Wild Rose |